# Andesgierzwaluw
De Andesgierzwaluw (Aeronautes andecolus) is een vogel uit de familie Apodidae (gierzwaluwen).

## Verspreiding en leefgebied
Deze soort komt voor van Peru tot centraal Argentinië en telt 3 ondersoorten:
- A. a. parvulus: van westelijk Peru tot centraal Chili.
- A. a. peruvianus: zuidoostelijk Peru.
- A. a. andecolus: centraal Bolivia tot westelijk Argentinië.